# Theodoro Valcárcel
Theodor Valcárcel (Puno, Perú, 19 d'octubre de 1902 - Lima, 20 de març de 1942) és considerat entre els compositors peruans musicals més prominents del segle xx.
A Valcárcel se li deuen grans recopilacions folklòrics incaics, a causa de les seves llargues estades en el cor de la zona més propicia del Perú. La seva obra construïda a la manera actual, ofereix una novetat extraordinària, degut no tan sols a la gamma d'aquells cants, sinó també a la riquesa rítmica que les caracteritza.
Valcárcel va romandre ignorat dels seus compatriotes molts anys, degut al seu retir voluntari per paratges difícils d'arribar, però dels quals ha sabut extreure el tresor inesgotable d'una música que produí a Europa la sensació d'un art nou, per la força del seu ritme i l'originalitat de la seva línia melòdica.